# St. Johns Township (Missouri)
Pour les articles homonymes, voir St. Johns Township.
St. Johns Township est un township du comté de Franklin dans le Missouri, aux États-Unis,.
Le township est baptisé en référence à la rivière Saint Johns Creek (en).

## Source de la traduction
- (en) Cet article est partiellement ou en totalité issu de l’article de Wikipédia en anglais intitulé « St. Johns Township, Franklin County, Missouri » (voir la liste des auteurs).